# Rollstuhlcurling-Weltmeisterschaft 2016
Die Rollstuhlcurling-Weltmeisterschaft 2016 war die 11. Austragung der Welttitelkämpfe im Rollstuhlcurling. Das Turnier fand vom 21. bis 28. Februar in der Schweizer Stadt Luzern im Eiszentrum statt.